# Adolph Hempel
Adolph Hempel (Canton, Ohio, 10 de abril de 1870 - Brasil, 4 de novembro de 1949) foi um entomologista americano que trabalhou e se naturalizou brasileiro. Catalogou insetos da região e trabalhou com insetos importantes para a agricultura e para a sua gestão. Também se interessava por aves aéreas.

## Biografia
Hempel nasceu em Buffalo, Ohio e formou-se na Universidade de Illinois, Urbana. Mudou-se para o Brasil no final da década de 1890 e começou a trabalhar no Museu Paulista. Trabalhou também no Instituto Agronômico de Campinas. Ele estava envolvido na identificação de insetos-praga. Em 1929 ele introduziu uma vespa Prorops nasuta de Uganda para controlar a broca-do-café Hypothenemus hampei. Hempel teve um interesse especial em Coccoidea e descreveu numerosas espécies. Ele se aposentou em 1938, deixando para trás uma extensa coleção. Ele publicou extensivamente cobrindo uma ampla gama de táxons de insetos. Ele também se interessou por outra fauna e coletou vários espécimes de pássaros.